# Комо (Техас)
Комо (англ. Como) — місто (англ. town) в США, в окрузі Гопкінс штату Техас. Населення — 728 осіб (2020).

## Географія
Комо розташоване за координатами 33°3′36″ пн. ш. 95°28′32″ зх. д. / 33.06000° пн. ш. 95.47556° зх. д. (33.059967, -95.475637).  За даними Бюро перепису населення США в 2010 році місто мало площу 2,87 км², з яких 2,86 км² — суходіл та 0,01 км² — водойми.

## Демографія
Згідно з переписом 2010 року, у місті мешкали 702 особи в 253 домогосподарствах у складі 181 родини. Густота населення становила 245 осіб/км².  Було 280 помешкань (98/км²).
Расовий склад населення:
| - 77,4 % — білих - 1,3 % — корінних американців - 1,1 % — чорних або афроамериканців - 0,3 % — азіатів - 17,9 % — осіб інших рас |

До двох чи більше рас належало 2,0 %. Частка іспаномовних становила 26,9 % від усіх жителів.
За віковим діапазоном населення розподілялося таким чином: 30,5 % — особи молодші 18 років, 57,0 % — особи у віці 18—64 років, 12,5 % — особи у віці 65 років та старші. Медіана віку мешканця становила 34,6 року. На 100 осіб жіночої статі у місті припадало 94,5 чоловіків;  на 100 жінок у віці від 18 років та старших — 94,4 чоловіків також старших 18 років.
Середній дохід на одне домашнє господарство  становив 44 739 доларів США (медіана — 32 179), а середній дохід на одну сім'ю — 49 022 долари (медіана — 36 406). Медіана доходів становила 36 250 доларів для чоловіків та 35 455 доларів для жінок. За межею бідності перебувало 21,6 % осіб, у тому числі 26,9 % дітей у віці до 18 років та 16,9 % осіб у віці 65 років та старших.
Цивільне працевлаштоване населення становило 259 осіб. Основні галузі зайнятості: виробництво — 29,0 %, освіта, охорона здоров'я та соціальна допомога — 17,0 %, науковці, спеціалісти, менеджери — 13,1 %.